# Ferdinand Hompesch-Bollheim
Ferdinand Hompesch-Bollheim (15. ledna 1843 – 27. října 1897 Jaroslavice) byl rakouský šlechtic a politik z Haliče, na konci 19. století poslanec Říšské rady.

## Biografie
Působil jako statkář v Rudniku. Jeho manželkou byla princezna Oettinger-Wallerstein.
Byl poslancem Říšské rady (celostátního parlamentu Předlitavska), kam usedl ve volbách roku 1885 za kurii venkovských obcí v Haliči, obvod Łańcut, Nisko atd. Mandát zde obhájil ve volbách roku 1891. Slib složil 13. dubna 1891. Opětovně byl zvolen i ve volbách roku 1897. V parlamentu setrval do své smrti roku 1897, pak ho nahradil Stanisław Stojałowski. Ve volebním období 1885–1891 se uvádí jako hrabě Ferdinand Hompesch, statkář, bytem Rudnik. List Das Vaterland ho v nekrologu řadí mezi neoblíbenější členy parlamentu a označuje ho za typ pravého rakouského důstojníka.
Na Říšské radě v roce 1885 je uváděn coby člen Polského klubu. Za Polský klub byl zvolen i v roce 1891. I ve volbách roku 1897 byl oficiálním kandidátem polského volebního výboru.
Zemřel v říjnu 1897 na svém zámku v moravských Jaroslavicích.